# Cracca pedicellata
Cracca pedicellata là một loài thực vật có hoa trong họ Đậu. Loài này được (Baker) Kuntze mô tả khoa học đầu tiên năm 1891.